# 11792 Sidorovsky
A 11792 Sidorovsky (ideiglenes jelöléssel 1978 SX7) a Naprendszer kisbolygóövében található aszteroida. Ljudmila Vasziljevna Zsuravljova fedezte fel 1978. szeptember 26-án.